# 麒麟閣十一功臣
麒麟閣十一功臣（きりんかくじゅういちこうしん）は、前漢の宣帝を支えた11人の功臣である。
甘露3年（紀元前51年）、匈奴を帰服させた宣帝は、かつて自らを補佐した功臣を懐かしみ、画家に命じて11人の肖像画を描かせ、未央宮内の麒麟閣に掲げた。

## 序列
序列は以下の通り。
- 大司馬大将軍・博陸侯 霍光
- 衛将軍・富平侯 張安世
- 車騎将軍・龍頟侯 韓増
- 後将軍・営平侯 趙充国
- 丞相・高平侯 魏相
- 丞相・博陽侯 丙吉
- 御史大夫・建平侯 杜延年
- 宗正・陽城侯 劉徳
- 少府 梁丘賀
- 太子太傅 蕭望之
- 典属国 蘇武

11人のうちでは霍光が首位となっているが、彼のみは全名を記さず尊称で「大司馬大将軍博陸侯姓霍氏」としている。

## 後世の表現
後世の雲台二十八将（後漢建国の功臣）・凌煙閣二十四功臣（唐建国の功臣）とも並び称された。また、「麒麟閣に画が掲げられる」という表現（麒麟閣は簡称として「麟閣」ともいう）は、人臣としての栄耀を極めることを示す句として用いられるようになった。
たとえば李白は『塞下曲』で「功成画麟閣、独有霍嫖姚」（戦功で麟閣に画かれるのは大将である霍嫖姚のみだ）と詠った（霍嫖姚は霍去病のことであり、実際の麒麟閣に画かれた霍光の兄である）。『大唐新語』は、唐の太宗が開いた酒席上の戯れで長孫無忌（凌煙閣二十四功臣の筆頭）が欧陽詢の風采をあげつらい「誰家麟閣上、画此一獼猴」（誰が麟閣にこのような猿めを画こうというのか）とからかった詩をつくり、欧陽詢がこれに切り返した説話を載せる。